# Обманутые на вечеринке
«Обманутые на вечеринке» (англ. Deceived Slumming Party) — американский короткометражный комедийный фильм Дэвида Уорка Гриффита

## Сюжет
Фильм показывает несколько сцен гастролей в Нью-Йорке, в конце каждой из которых становится понятно, что туры были специально организованы так, чтобы обмануть туристов.

## В ролях
| Актёр              | Роль                  |
| ------------------ | --------------------- |
| Эдвард Диллон      | путеводитель          |
| Дэвид Уорк Гриффит | Реджинальд Уиттингтон |
| Джордж Гебхардт    | китаец                |
| Чарльз Инсли       | китаец                |
| Энтони О’Салливан  | китаец                |
| Мак Сеннет         | полицейский           |
| Гарри Солтер       | китаец                |